# 羽毛球
，简称，是一項隔著球網，使用長柄網狀球拍揮擊平口端紮有一圈羽毛的半球狀軟木的運動。依據參與的人數，可分為單打與雙打。相對於性質相近的網球運動，羽毛球選手除了體能要求以外，更講究短時間的爆發力以及反應力。1992年起，羽毛球被列為奧運會的正式項目。

## 歷史

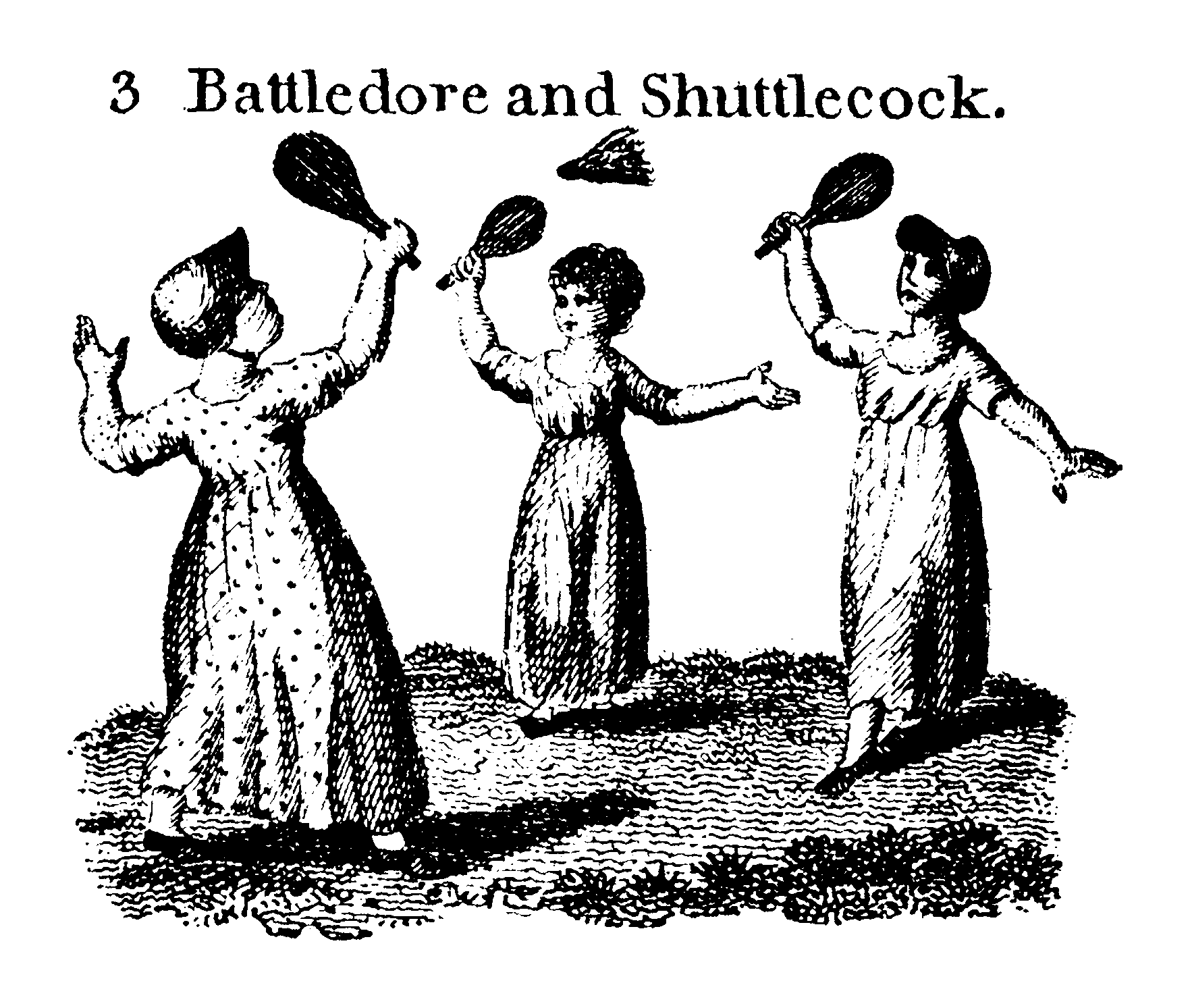
古代類似羽毛球的運動

羽毛球運動的前身是（但現在羽毛球和已發展成不同的兩種球類運動），也就是使用木板拍打紮有羽毛的球體（類似毽子），並讓它避免落地的遊戲，已有近2000年的歷史，在古代歐洲、中國、日本都可以看見它的身影。其中源自古希臘的一種板羽球，更發展出將實木板拍改為木製外框，並在中間綁著緊繃的羊皮，因具彈性而更容易拍打。這種遊戲曾向東方傳播至古代印度，並遠達暹羅、中國與日本等地。然而這類遊戲的目的都只是讓球儘量保持在空中而不落地，與現代羽毛球運動的精神大異其趣。

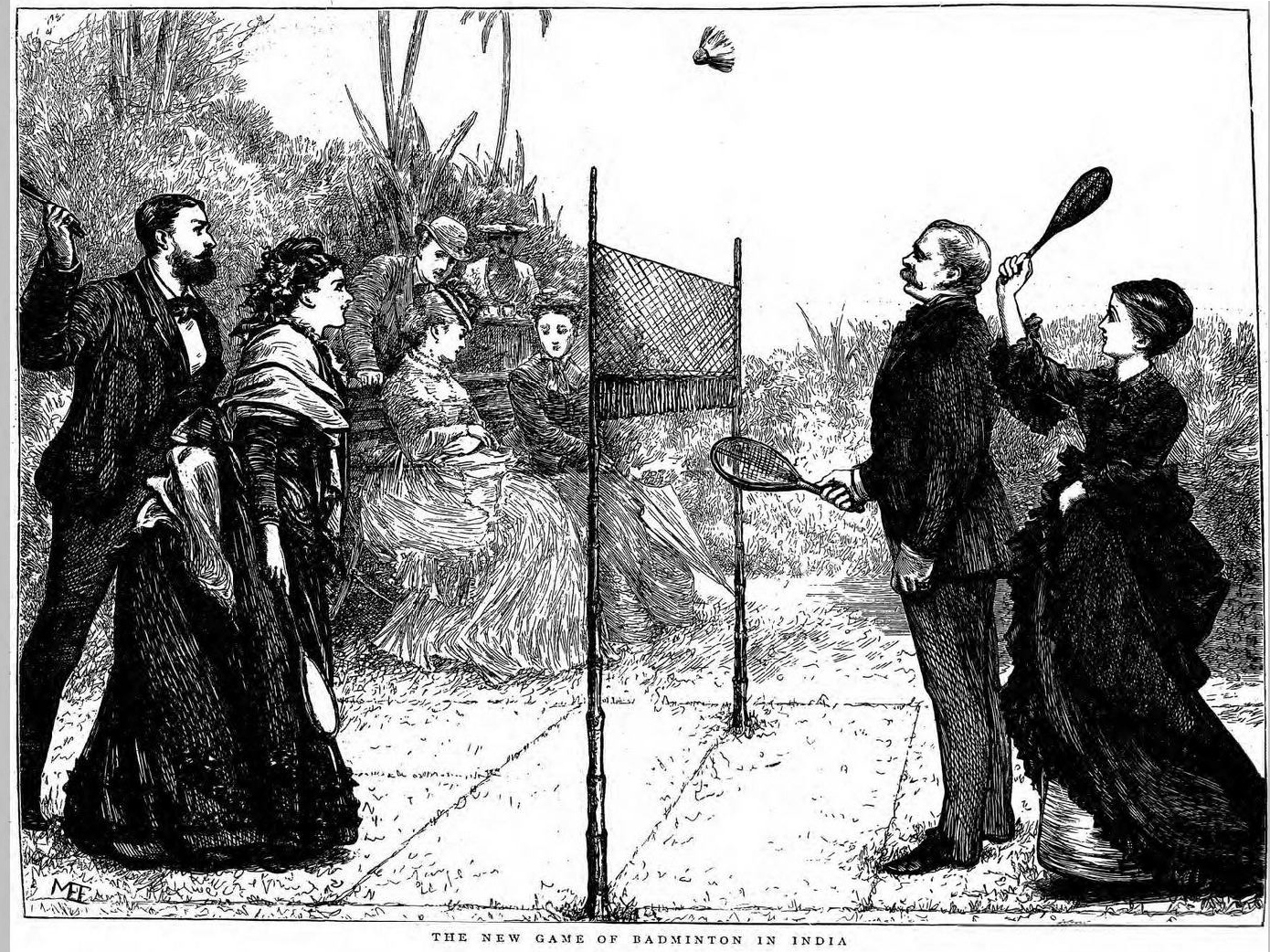
羽球源自1800年代中期的英屬印度

19世纪中，印度西部的浦那出现了现代羽毛球运动，當時是以地名「浦那（Poona）」來稱呼這種運動。因為在當地英國人頗為喜愛這種新運動，因而將它傳回英國本土。1873年，在英國格洛斯特郡的巴德明顿庄园舉行了一場公開表演，引起許多人的注意，並逐漸傳播開來。後來人們便以該場表演的莊園名稱「巴德明顿（Badminton）」來稱呼這項運動，然而在華語地區該名稱並未普及，而是依球具而稱之為「羽毛球」運動。
早期的英國羽毛球運動仍然使用來自印度的不成文規定，但因不夠嚴謹而經常引發爭議。1887年，「巴斯羽毛球俱樂部」加以研究改良，完成了第一部書面羽毛球運動規則。1893年，英格兰羽毛球协会成立，重新修订并统一了羽毛球比赛的规则。1898年，被認為是羽球首次正式公開比賽的基爾福公開賽在英格蘭薩里郡吉爾福德成功舉行，並促成歷史最悠久的羽球公開賽－全英羽球公開賽在隔年4月4日舉辦第一屆賽會。
1934年，第一个世界性的羽毛球组织—国际羽毛球联合会（IBF）在英国成立。1981年与成立于1978年的世界羽毛球联合会（WBF）合并，名稱仍為国际羽毛球联合会。2006年9月24日，国际羽毛球联合会改名為羽毛球世界联合会（BWF），目前共有201個会员国或地区。

## 比赛规则

### 赛制
现代羽毛球赛分为男单、女单、男双、女雙及混双，共5个单项。羽毛球的计分制度最初采取15分制（發球得分制），通常采用「三局两胜制」。但舊制的明显缺点为：比赛长度不易受到控制，容易导致比赛持续时间过长，削弱观众的观看欲望，以及不利于电视转播和吸引更多赞助商。为了缩短比赛长度，国际羽毛球联合会曾从2001年6月1日起，试行每局7分和「五局三胜制」的新赛制。虽然新赛制在理论上缩短了比赛长度，但实际效果并不明显，而且遭到了许多行内人士的批评，他们的理由是：7分制使比赛变得简单粗糙，缺乏观赏价值。国际羽联最终在实行新赛制一年后，恢复每局15分制和「三局两胜制」。2006年5月6日，国际羽联通过21分新赛制（落地得分制），同时规定：每局某方先到達11分時可休息60秒，第三局當某方先取得11分時，兩邊得交換場地，第一局完和第二局之间、第二局完和第三局之间可以有2分钟的休息时间。

### 球具

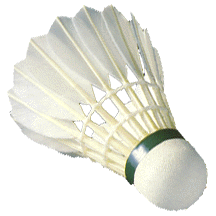
羽毛球

羽毛球由16根羽毛及球托组成。羽毛长62－70毫米（mm），顶端围成圆形。球托直径25～28毫米，重量4.74－5.5克（g），底部为半球體。
羽毛球拍的长度不得大于680毫米，拍面的长度应低于290毫米，宽度低于230毫米。

### 场地

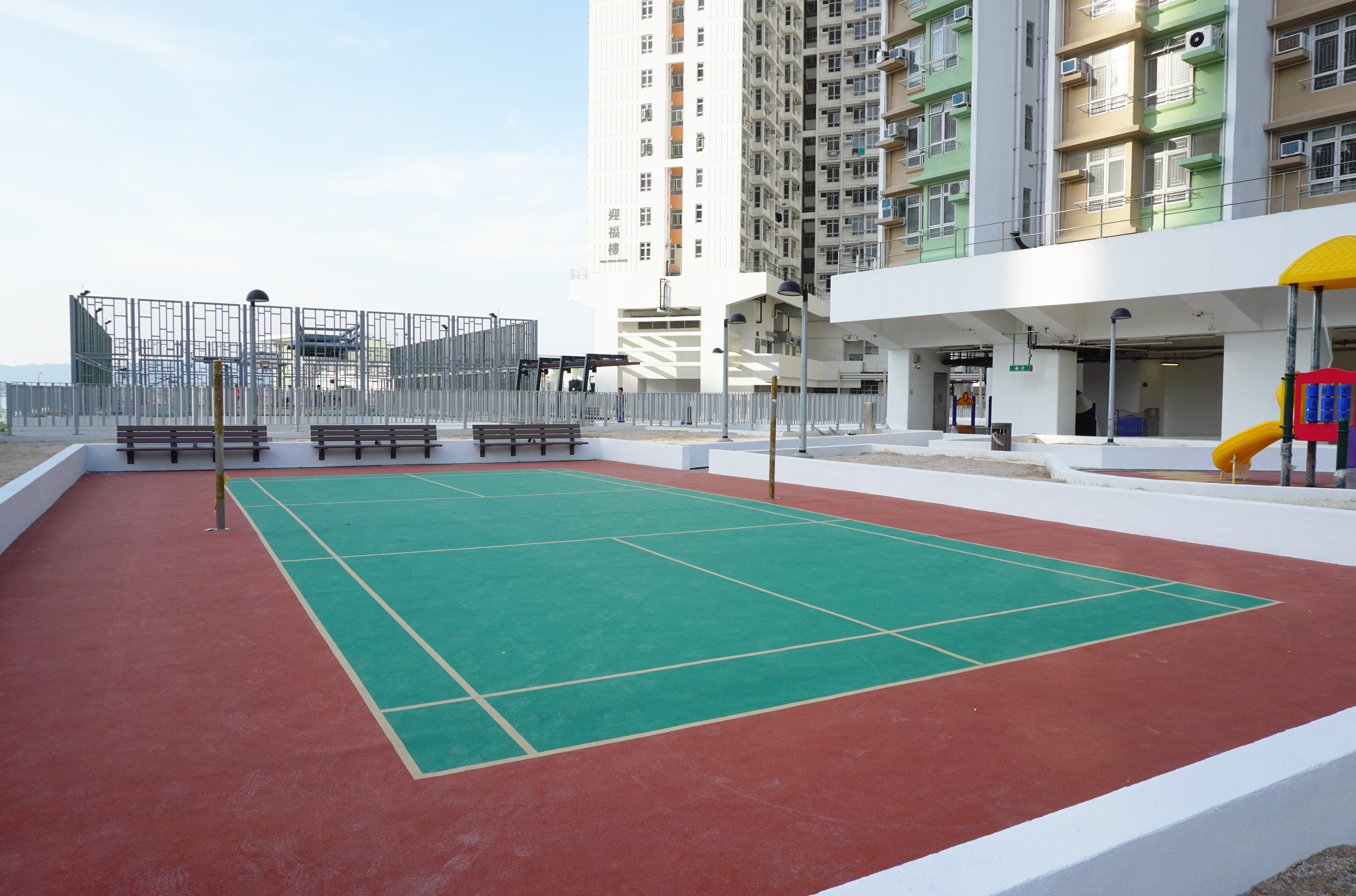
香港公共屋邨內的標準羽毛球場

标准的羽毛球场为长方形，长度13.4米，宽度6.1米，天花板的高度应大于6.1米。羽毛球场的网柱必须固定在地面上，有效高度为1.55米。球网顶部至地面的高度为1.524米。
场地线宽40毫米，须用白色或黄色的颜料画出，并在球场的边线及底线以外分别要留出1米和2米以上的安全空间。
羽毛球球网用深色纤维制成，网孔大小15－20毫米，球网长6.10米，宽0.76米。
邊線：
- 單打：發球時及接發球後，邊線都是較窄的場地內邊線。
- 雙打：發球時及接發球後，邊線都是較闊的場地外邊線。

底線：
- 單打：發球時及接發球後，底線都是較長的外側底線。
- 雙打：發球時，底線為較短的內側底線。接發球後，底線為較長的外側底線。

### 發球與接发球
发球时，双方球员必须站在对角的发球区，两脚触地，但不能踏及发球区的界线。发球时球拍必须先中球托部份，球要从低于115公分的位置发出，而整个发球过程中，球拍拍头应指向下方。
- 单打比赛中，当发球方的得分为偶数时，球员应站在右方发球区内准备发球或接发球。奇数时为左方发球区。
- 双打比赛中，当发球方的得分为偶数时，由右方球员站在右方发球区内准备发球或接发球。奇数时为左方球員发球。发球后第一拍，只有接发球的球员才可以击球，此后不限，直至其中一方犯规或球落地。

### 得分
发球后，比赛便算正式开始，双方球员交替击球，直至一方犯规或球落在其中一方的场区内。在21分制中采用每球直接得分的计算方法。在得分的同时也相应获得发球权，当连续得分的时候，球员在自己的两个发球区内交替发球。每局雙方打到20平手後，一方領先2分即算該局獲勝。比分並非無限延長，先取得30分者則為勝方。
在舊制（15分制）比賽裡，只有發球方才能得分。單打比賽發球方若未得分，改由對方取得發球權重新發球。雙打比賽發球方兩位選手均有發球權，第一位發球員若未得分，改由第二位發球員重新發球；第二位發球員若未得分，則改由對方取得發球權重新發球。當比賽雙方打成13平、14平，先獲13或14分的一方，有權決定雙方加打5分或3分（女單出現9平或10平時，可分別要求加打3分或2分）。

### 違例
在發球后至球落地前的“比赛進行时”，若一方球員符合以下違例行為，則判另一方得分：
1. 發球高度：擊球時，羽毛球擊球點高於1.15米。[10]
2. 非法延誤發球。
3. 發球撃球時，球桿指向並非向下。
4. 發球撃球時，沒有擊中羽毛球底部。
5. 出界：擊出的球落在有效区域以外，没有过网或穿过球网或在网下进入对方场区。
6. 过网击球：不在自己的场区内击球，即球员的球拍和身体进入对方场区。
7. 持球：将球击出前，球在拍上有停滞，或有拖带动作。
8. 连击：球过网前，同一球员连续击球兩次以上，或擊球後球先觸擊同队球员。
9. 触网：球员的球拍、身体或衣物触网。
10. 阻碍对方合法击球，或以其它行为故意骚扰对方球员。
11. 球接触到场边的物体墙壁，例如：天花板，電燈。

## 主流單打戰術

### 控網搶攻
透過細膩的網前技術控制網前，迫使對方挑高球，再以重殺得分。

## 基本打法

### 持拍與擊球

持拍方式：左方為錯誤握法，右方為正確握法

持拍時，手的「虎口」約略對著球拍的側面，如同拿菜刀一樣，因而常被稱為「刀板」。切勿像拿蒼蠅拍一樣將虎口對著球拍正面，那樣雖然比較自然而易於回擊正手方向的來球，但因為施力點位於虎口底部，力臂太短而不易擊出強而有力的球。況且，一旦遇到反手方向的來球，則無法靈活回擊。
使用正規的「刀板」持拍方式揮擊正手方向來球時，應逆時針（左手持拍者為順時針）微幅旋轉手腕，使拍面朝前，並將食指略為前伸再揮拍，將因力臂變長而容易擊出強勁的球。遇到反手方向來球時，應將拇指前伸並頂住再揮拍，就比較容易擊出強勁的回球。
因為要經常變換食指與拇指的位置以便於揮擊正手拍或反手拍，所以握拍時掌心應略為懸空，切勿緊緊握住球拍。
擊球是否有力的關鍵，是在於打到球時的瞬間速度，如果全身緊繃用力反而會讓瞬間擊球速度降低，如果全身協調性很好，就可於擊球瞬間將力量灌注於球拍的擊球點，優秀的羽毛球運動員不只是將手臂手腕力量運用而已，還能將腰力運用進來，達成十分高速的瞬間擊球，也能將瞬間速度加以控制，完成各種不同的球路，達到高水平的羽毛球運動。

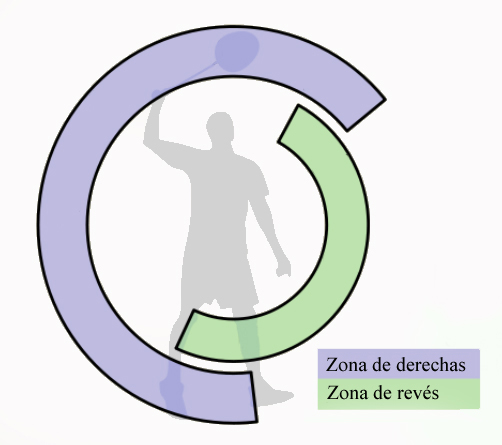
正、反手拍使用時機：紫色區用正手拍；綠色區用反手拍

對一般人而言，揮擊反手拍終究不如正手拍來得順手，因而會自然而然地擴大正手拍的使用範圍。以右手持拍者而言，當來球位於右方固然使用正手拍，對於正上方，甚至左上方的來球，也往往使用正手拍回擊。由於以正手拍揮擊左上方來球時需將手臂繞過頭上，因此稱為「繞頭」打法。
對於左上方稍遠處的來球，腕力較強的人，往往會直接使用反手拍回擊。此時他們會先將右腳跨至左邊，將身體轉向左後方，回頭凝視來球，並用反手拍揮擊。相較於「繞頭」打法，這樣的擊球方式顯得極為優雅而有效率，常常被視為衡量球技的重要指標之一。然而並不是每一位優秀的羽毛球運動員都擅長此一打法，曾高居世界排名第一的已退休印尼羽毛球名將阿迪，就幾乎從來未曾施展過。
若是來球恰好位於胸前處，一般使用反手拍回擊；亦可將身體略為下蹲，以便於使用正手拍回擊。

### 基本球路

基本球路：1.放小球 2.挑球 3.切球 4.高遠球 5.殺球

羽毛球運動員在前場區常用的基本球路有：
- 放小球或搓球
- 勾對角球
- 挑球
- 撲球
- 推球

在中場區常用的基本球路有：
- 平推球
- 平抽球
- 殺球

在後場區常用的基本球路有：
- 切球
- 高遠球
- 殺球
- 抽球
- 過渡球

在中、後場區回擊對方殺球的基本球路有：
- 挑殺球
- 推擋殺球

## 羽毛球運動員的體能要求
羽毛球是对身体素质高要求的球類運動之一。要达到高的竞技水平，羽毛球运动员不仅需要良好的身体素质，还需要优异的心理素质和坚强的意志品质。
正像馬丁·柯那普在1986年尤尼克斯羽毛球年鉴裡所描述的那样：
一个优秀的羽毛球运动员需要具备的是马拉松选手的耐力、短跑运动员的速度、跳高运动员的弹跳能力、标枪掷手的臂力、铁匠的腕力、画家的机敏、剑士的反应、象棋手的注意力、极地研究员的坚强、将军的深思熟虑、登山运动员的执着，还有艺术家的直觉与幻想。也正由于对一个人有这么多要求，优秀的羽毛球运动员总是凤毛麟角。
以下把1985年在加拿大卡尔加里中国选手韩健对阵丹麦选手莫滕·弗洛斯特的世界羽毛球大奖赛总决赛，和同年溫布頓網球公開賽决赛，德国鲍里斯·贝克尔决战凯文·柯伦作一个比较：
|                    | 网球：贝克尔– 庫倫 | 羽毛球：韩健– 莫滕·弗洛斯特 |
| ------------------ | ------------------ | --------------------------- |
| 结果               | 6:3, 6:7, 7:6, 6:4 | 14:18, 15:10, 15:8          |
| 比赛总时长         | 3小时18 分钟       | 1小时16 分钟                |
| 球飞行时间         | 18 分钟（= 9 %）   | 37 分钟（= 48 %）           |
| 换球次数           | 299                | 146                         |
| 触球次数           | 1004               | 1972                        |
| 每个换球的触球次数 | 3.4                | 13.5                        |
| 移动路程           | 约3.2公里          | 约6.4公里                   |

值得注意的是，羽毛球运动员在一半的时间里，跑了将近两倍于网球运动员的移动路程，击球次数也几乎是网球运动员的两倍。像贝克尔这类发球能力强的运动员，只需跑极短的距离便可得分，因此对身体的要求也相应地降低。

## 羽毛球的球速
「扣殺」是羽毛球中最有威力的擊球方式，會使羽毛球向下墜落至對手的中場位置。被扣殺的羽毛球的最高速率可超越任何其他涉及球拍的球類運動的最高球速。須注意的是，所謂「最高速率」是指羽毛球剛離開球拍後的初速，此後羽毛球球速下降得非常快。
目前羽毛球的最快球速紀錄為馬來西亞羽毛球雙打選手陳文宏在2009年9月日本公開賽中創造。陳文宏雖在首輪即淘汰，但在赛场外卻意外獲得廠商的新產品測試機會，以421公里殺球時速改寫日本好手川上直樹保有的414公里的金氏世界紀錄。陈文宏的记录是由旁人喂球而且不用考虑下网、出界等情况下全力杀球的极速，而正式比赛进行中因为必须考虑杀球成功率所以极速会慢些。单打比赛中最快的球速为泰國选手蘇龐余所创下的419公里/小时，這是在2018泰國公開賽所創下的紀錄。其次為由馬來西亞选手李梓嘉所创下的418公里/小时；双打比赛的记录为丹麥选手馬德斯·皮勒爾·科爾丁所保持的426公里/小时。
2013年7月28日，日本優乃克（Yonex）邀请马来西亚的李宗伟，陈文宏及田儿贤一来共同测试新球拍的极限。结果最后由左手持拍的陈文宏以这款专门为极速杀球所开发的球拍，打出时速493公里的新世界纪录，取得吉尼斯世界纪录的认证；而李宗伟也打破陈文宏之前的记录，测得时速456公里。
獲金氏世界紀錄官方認證的女子單打球速紀錄為陈康乐在2023年4月14日於優乃克東京工廠內的體育館打出的438公里/小时；男子單打運動員萨维克赛拉吉·兰基雷迪於同日同地亦創造了565公里/小時的世界紀錄。

## 國際組織
羽毛球世界联合会（簡稱世界羽联，Badminton World Federation，BWF）是一個國際性羽球運動的管理組織。該組織的前身是國際羽球總會（IBF），成立於1934年。2006年9月24日，國際羽球總會正式改名為現今的羽毛球世界联合会。
該組織總部于2005年10月1日以前設在英國，現已遷至马来西亚吉隆坡，現任主席為波爾-埃里克·赫耶爾·拉爾森。

## 重要赛事

### 全球性國家隊團體賽事
- 汤姆斯杯：世界男子羽毛球团体锦标赛，始于1948年。
- 優霸盃：世界女子羽毛球团体锦标赛，始于1956年。
- 苏迪曼杯：世界羽毛球混合团体锦标赛，始于1989年。

### 全球性個人賽事
- 奧林匹克運動會羽毛球比賽：自1992年的巴塞罗那奥运会起，羽毛球成为正式比赛项目，现包括全部5个单项。
- 世界羽毛球锦标赛：竞赛项目为个人单项，始于1983年。
- 世界羽聯世界巡迴賽：世界羽毛球聯合會於2018年起施行之一系列由世界頂尖羽球運動員之間的比賽。

### 地區性賽事
- 亞洲：亞洲羽球錦標賽、亞洲運動會羽毛球比賽、東南亞運動會羽球比賽
- 歐洲：歐洲羽球錦標賽、歐洲運動會羽毛球比賽
- 其他：大英國協運動會羽球比赛

## 羽坛名人

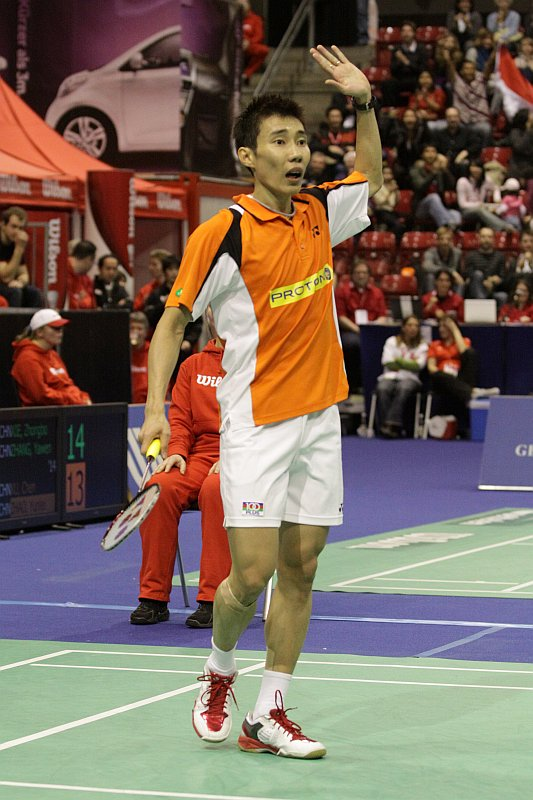
马来西亚羽毛球运动员李宗伟

男子單打一直是羽毛球運動中最受關注的項目，幾乎每個年代都會有受人矚目明星球員。從早期最負盛名的印尼球員梁海量和林水鏡，到1980年代的第一代「四大天王」：丹麥的莫滕·弗罗斯特、印尼的伊薩克·蘇吉亞托、中國的楊陽和趙劍華。而羽毛球界近年也人才輩出，從2000年開始各國名將相繼冒起，男子單打選手中，有「四大天王」之稱的中國運動員林丹、印尼運動員陶菲克、丹麥運動員彼得·盖德及馬來西亞運動員李宗偉最為人熟悉。
2009年至2019年間羽毛球男單項目是李宗偉跟林丹的天下，其中李宗偉長期佔據世界排名第一的位置，但林丹則幾乎贏得所有大賽的冠軍，包括2008年北京奧運會及2012年倫敦奧運會金牌，甚至被譽為羽毛球歷史上最出色的運動員。
2020年林丹與李宗偉相繼退休後，「林李大战」就此落幕，日本，马来西亚與丹麥新球王桃田賢斗，李梓嘉與安賽龍崛起，新加坡選手駱建佑獲得2021世界錦標賽的冠軍，男單也正式與女單一樣邁入群雄爭霸的時代。
女子單打曾經長期由中國及其移籍他國選手所稱霸，及至2015年才由印度選手塞娜·內維爾打破中國選手長年佔據的世界第一位置。此後，世界各地陸續湧現出色的女單選手，包括西班牙的卡羅列娜·馬琳、泰國的拉差諾·因達農、台灣的戴資穎及日本的山口茜、奧原希望，都曾登上女單排名世界第一。其中卡羅列娜·馬琳曾經三度贏得世界羽球錦標賽以及一面奧運金牌，成為在世錦賽表現最佳的女單選手，而戴資穎則保持世界第一長達214周之久。